# Lianne Dalziel

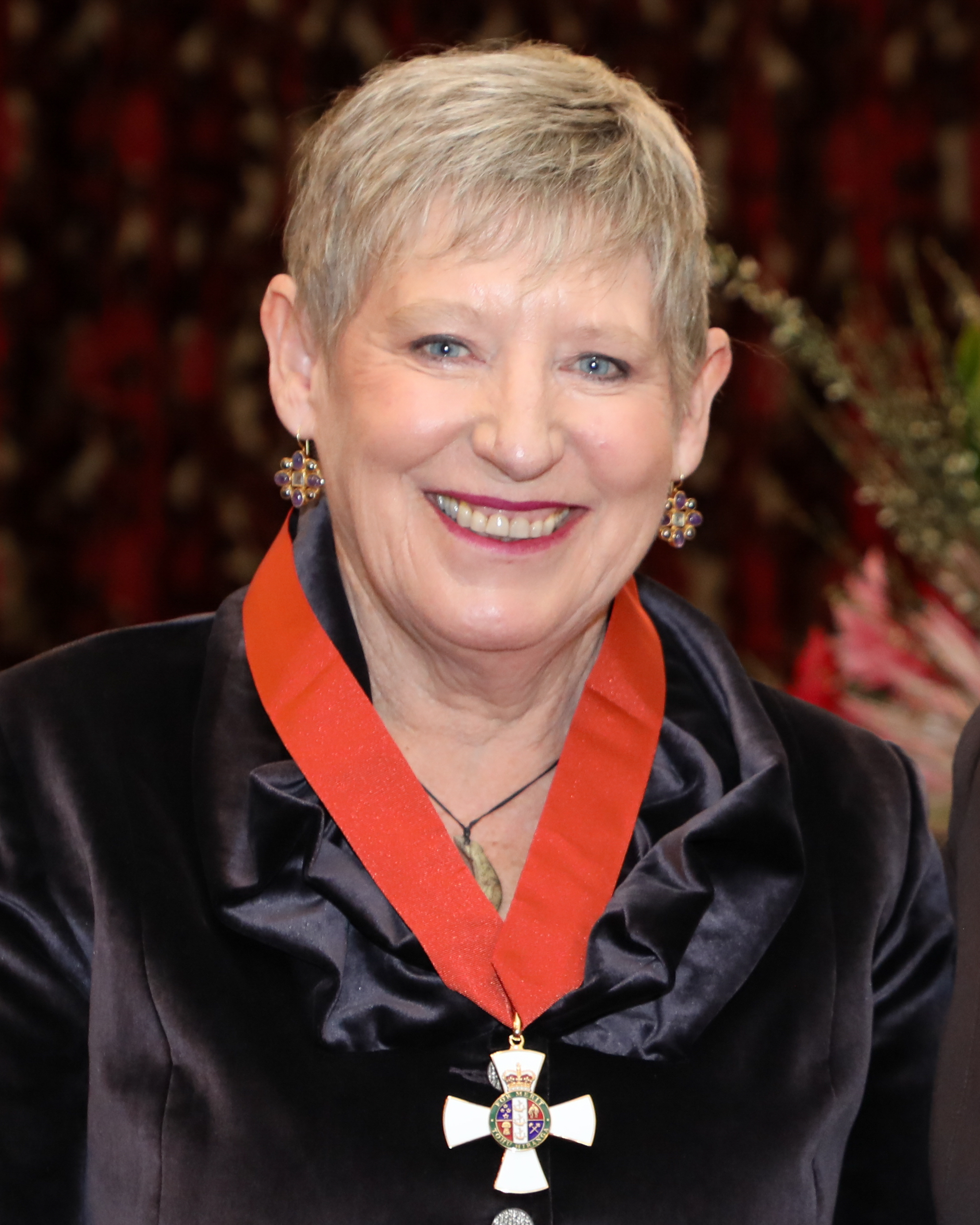
Lianne Dalziel (2023)

Hon. Lianne Audrey Dalziel, CNZM (* 7. Juni 1960 in Christchurch) ist eine neuseeländische Politikerin der New Zealand Labour Party, die von 1990 bis 2013 Mitglied des Repräsentantenhauses, mehrmals Ministerin sowie zwischen 2013 und 2022 Bürgermeisterin von Christchurch war.

## Leben
Lianne Audrey Dalziel absolvierte nach dem Besuch des Cottesmore College in Christchurch ein Studium der Rechtswissenschaften an der University of Canterbury, welches sie mit einem Bachelor of Laws (LL.B.) beendete. Sie erhielt anschließend eine anwaltliche Zulassung als Barrister und Solicitor am High Court of New Zealand, dem obersten Zivil- und Strafgericht Neuseelands. 1984 begann sie ihre berufliche Laufbahn in der Gewerkschaft der Hotel- und Krankenhausangestellten in der Region Canterbury (Canterbury Hotel and Hospital Workers Union) und war zunächst bis 1987 Organisatorin und Rechtsberaterin sowie im Anschluss zwischen 1987 und 1990 Sekretärin dieser Gewerkschaft. Sie gehörte zudem dem Nationalrat des Gewerkschaftsbundes NZCTU (New Zealand Council of Trade Unions) als Mitglied an. Daneben begann sie ihr Engagement für die New Zealand Labour Party und war zwischen 1985 und 1988 Mitglied des Labour-Wahlkreiskomitees von „Christchurch Central“ sowie von 1988 bis 1989 Mitglied des Politischen Ausschusses der Labour Party für Beschäftigung, Arbeitsbeziehungen und regionale Entwicklung.
Am 27. Oktober 1990 wurde Lianne Dalziel als Nachfolgerin des früheren Premierministers Geoffrey Palmer für die Labour Party erstmals Mitglied des Repräsentantenhauses und vertrat in diesem bis zum 12. Oktober 1996 den Wahlkreis „Christchurch Central“, woraufhin dieser Wahlkreis von ihrem Parteifreund Tim Barnett übernommen wurde. Sie selbst war daraufhin zwischen dem 12. Oktober 1996 und dem 27. November 1999 über die Liste der Labour Party weiterhin Mitglied des Repräsentantenhauses und wurde am 27. November 1999 als Nachfolgerin ihres Parteifreundes Larry Sutherland für den Wahlkreis „Christchurch East“ wiederum Mitglied des Repräsentantenhauses. Sie vertrat diesen Wahlkreis bis zum 11. Oktober 2013 und wurde daraufhin von ihrer Parteifreundin Poto Williams abgelöst. Während ihrer Parlamentszugehörigkeit war sie Mitglied verschiedener Ausschüsse, von 1990 bis 1993 stellvertretende Sprecherin ihrer Fraktion für Justiz und zugleich zwischen 1992 und 1995 Sprecherin für die Unfallversicherung sowie von 1993 bis 1997 gesundheitspolitische Sprecherin.
Nach dem Wahlsieg der Labour Party wurde Lianne Dalziel am 10. Dezember 1999 in das Kabinett Clark I (10. Dezember 1999 bis 15. August 2002) als Ministerin für Einwanderung und Senioren berufen und bekleidete diese Ämter bis zum 15. August 2002. Zugleich war sie im ersten Kabinett Clark Beigeordnete Ministerin für Sonderpädagogik im Bildungsministerium, zwischen dem 31. Oktober 2000 und dem 5. Juni 2001 Ministerin für Behindertenangelegenheiten sowie als Nachfolgerin von Michael Cullen vom 28. März 2000 bis zum 15. August 2002 Minister für Unfallversicherung. 

Im Kabinett Clark II (15. August 2002 bis 19. Oktober 2005) war sie bis zum 21. Februar 2004 weiterhin Ministerin für Einwanderung und Beigeordnete Ministerin für Sonderpädagogik im Bildungsministerium sowie bis zum 29. Januar 2003 auch wieder Ministerin für Senioren. Darüber hinaus bekleidete sie zwischen dem 15. August 2002 bis zum 21. Februar 2004 die Ämter als Handelsministerin, als zuständige Ministerin für die Rechtskommission sowie als Beigeordnete Justizministerin. Nachdem sie einige Zeit nicht in der Regierung vertreten war, bekleidete sie zwischen dem 28. Februar und dem 19. Oktober 2005 den Posten als Parlamentarischer Privatsekretär des Ministers für Jugend und ethnische Angelegenheiten, Steve Maharey.

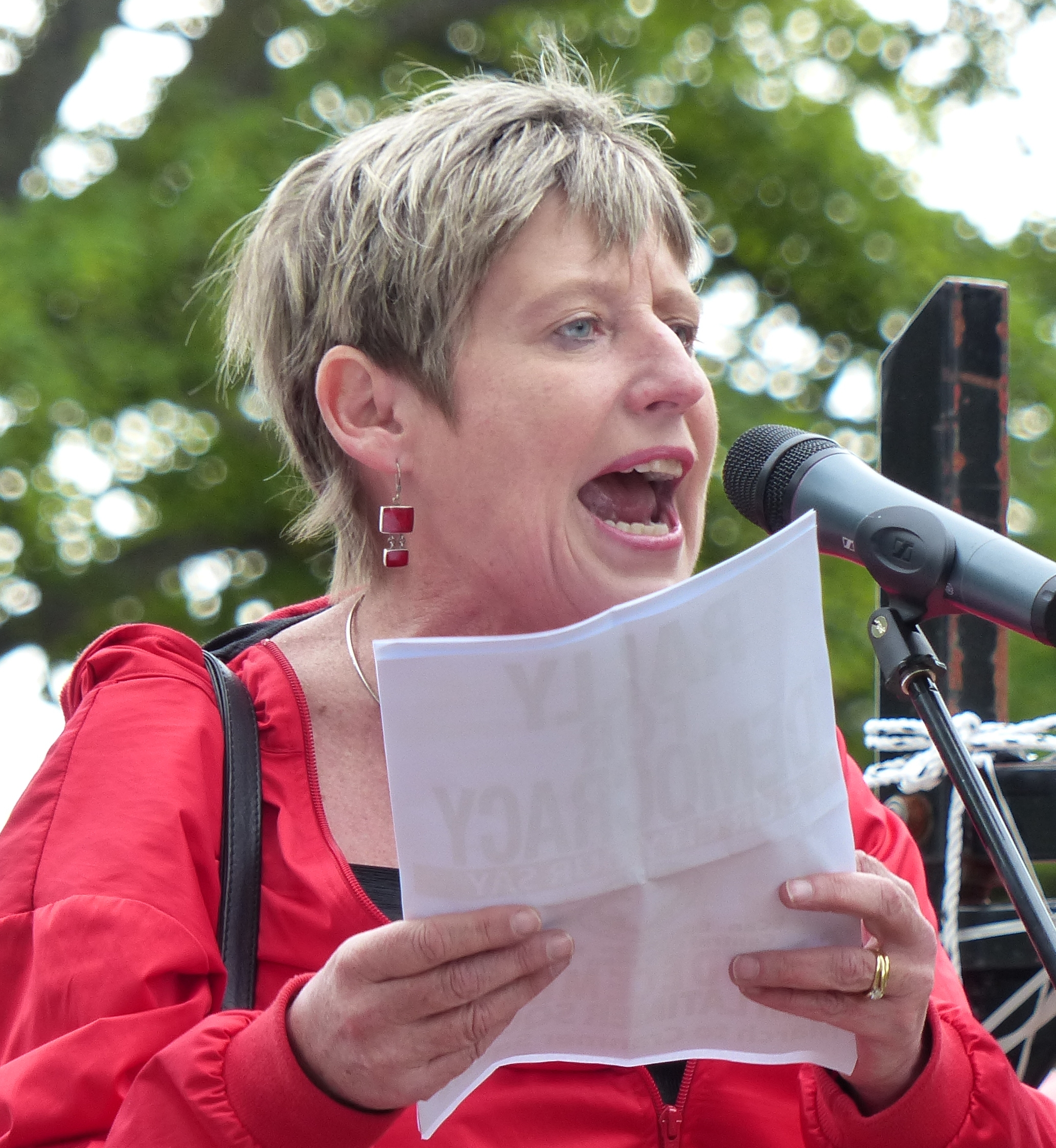
Lianne Dalziel (2012).

Im Kabinett Clark III (19. Oktober 2005 bis 19. November 2008) fungierte Lianne Dalziel vom 19. Oktober 2005 bis zum 19. November 2008 als Handelsministerin sowie zugleich zwischen dem 19. Oktober 2005 und dem 5. November 2007 als Ministerin für Kleinunternehmen und als Frauenministerin. Daneben war sie vom 5. November 2007 bis zum 19. November 2008 Ministerin für Lebensmittelsicherheit und abermals Beigeordnete Justizministerin. 
Nach der Niederlage der Labour Party bei der Parlamentswahl am 8. November 2008 fungierte sie im Repräsentantenhaus vom 20. November 2008 bis zum 19. Dezember 2011 als Sprecherin der Labour-Fraktion für Handel sowie zwischen dem 20. November 2008 und dem 3. Februar 2011 als handelspolitische Sprecherin und war ferner vom 11. Dezember 2008 bis zum 20. Oktober 2011 Vorsitzende des Handelsausschusses. Des Weiteren war sie zwischen dem 1. April 2010 und dem 20. Oktober 2011 stellvertretende Vorsitzende des Ausschusses für Wahlgesetzgebung sowie vom 4. April 2010 bis zum 19. Dezember 2011 Fraktionssprecherin für Wahlreformen. Nachdem sie zwischen dem 3. Februar und dem 19. Dezember 2011 Fraktionssprecherin für Regulierungsreform und für Kleinunternehmen war, fungierte sie vom 19. Dezember 2011 bis zum 23. September 2013 als Fraktionssprecherin für Zivilschutz und Notfälle sowie als stellvertretenden justizpolitische Sprecherin. Daneben war sie zwischen dem 19. Dezember 2011 und dem 11. Juli 2013 Fraktionssprecherin für die Erdbebenkommission und die Maßnahmen nach dem Christchurch-Erdbeben vom Februar 2011 sowie des Weiteren Sprecherin für Verbraucherrechte und -standards.
Als Nachfolgerin von Bob Parker übernahm Lianne Dalziel am 24. Oktober 2013 das Amt als Bürgermeisterin von Christchurch und hatte dieses bis zum 8. Oktober 2022 inne, woraufhin Phil Mauger neuer Bürgermeister wurde. Für ihre Verdienste um die Kommunalverwaltung und als Abgeordnete wurde sie 2023 Companion des New Zealand Order of Merit (CNZM). Sie war zwei Mal verheiratet, und zwar in erster Ehe von 1988 bis zur Scheidung 1995 mit Mike Pannell. In zweiter Ehe war sie von 2000 bis zu dessen Tod 2020 mit dem Rechtsanwalt Rob Davidson verheiratet.